# Isoroku Yamamoto

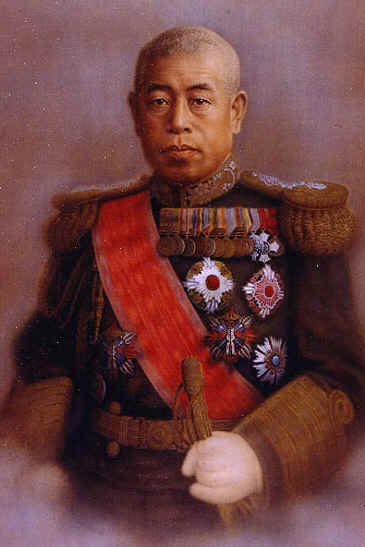
Admiraal Isoroku Yamamoto

Isoroku Yamamoto (Japans: 山本 五十六, Yamamoto Isoroku) (Nagaoka, 4 april 1884 - Salomonseilanden, 18 april 1943) was een belangrijke Japanse admiraal tijdens de Tweede Wereldoorlog. Hij ontwierp het plan om de Amerikaanse basis van Pearl Harbor aan te vallen waardoor Amerika in het wereldconflict werd betrokken. Ook tijdens de Slag bij Midway, waarbij Japan zijn overwicht in de Stille Oceaan verloor en bij de Slag om Guadalcanal was Yamamoto commandant van de Japanse vloot.
In 1905, tijdens de Russisch-Japanse Oorlog, deed hij dienst bij de Japanse marine en verloor twee vingers van zijn linkerhand (zie foto).
Tussen 1919 en 1921 studeerde hij aan de Harvard-universiteit in de Verenigde Staten. Van 1926 tot 1928 vervulde hij er een officiële functie bij de Japanse ambassade, waardoor hij de mogelijkheid kreeg door het land te reizen en zich een beeld te vormen van zijn militaire en economische macht. Onder de indruk van wat hij gezien had, verzette hij zich (zonder resultaat) tegen een oorlog met de VS en een bondgenootschap met Duitsland.
Nadat Japanse vliegtuigen in 1937 een Amerikaanse kanonneerboot op de Jangtsekiang hadden beschoten, verontschuldigde Yamamoto zich persoonlijk bij de Amerikaanse ambassadeur. Extreemrechtse organisaties in zijn land poogden hem uit de weg te ruimen, omdat ze in hem een pro-Amerikaanse verrader zagen. Toch werd hij op 30 augustus 1939 benoemd tot admiraal en chef van de Japanse vloot.
Op 17 september 1940 ondertekenden afgevaardigden van de Japanse regering het Driemogendhedenpact met Duitsland en Italië. Yamamoto waarschuwde eerste minister Fumimaro Konoe geen oorlog te beginnen tegen de VS, omdat hij wist dat Japan op lange termijn hierbij het onderspit zou delven.
Yamamoto's plicht tegenover de keizer stond boven alles, en toen anderen beslisten dat een oorlog onvermijdelijk was, moest hij zorgen dat zijn land voorbereid was op de strijd. Hij liet twee nieuwe vliegdekschepen bouwen. die hij van groter militair belang achtte dan de slagschepen die op stapel stonden. Yamamoto was ervan overtuigd dat vliegdekschepen, beschermd door kruisers en torpedojagers, de doorslaggevende factor waren in een zeegevecht. De beste slang zal door een zwerm mieren worden overwonnen zei hij. Hij legde nadruk op het verbeteren van de opleiding in aanvallen van op vliegdekschepen gestationeerde vliegtuigen.
Yamamoto kwam tot de conclusie dat het beschermen van Japans logistieke lijnen zoals de olietoevoer uit Nederlands-Indië, onvermijdelijk tot een oorlog met de VS zou leiden. Hij dacht na over een plan om de Amerikaanse marine in haar thuisbasis (zie Aanval op Pearl Harbor) te vernietigen. Daarbij realiseerde hij zich dat Japan zich misschien een jaar staande kon houden, maar dat het moeilijk zou worden om de eindoverwinning te behalen.
Twee weken na zijn 59e verjaardag, op 18 april 1943 vond hij om 9h30 de dood toen zijn Mitsubishi G4M vliegtuig door Amerikaanse P-38 Lightning jachtvliegtuigen werd neergehaald tijdens een rondvlucht vanaf Rabaul langs Japanse steunpunten, bedoeld om het moreel van zijn troepen op te krikken. De aanval kwam nadat het gecodeerde bericht met zijn reisweg was ontcijferd door de Amerikaanse inlichtingendiensten.

## Militaire loopbaan
- Adelborst (海軍少尉候補生 Kaigun Shōi Kōhosei), Japanse Keizerlijke Marine: 14 november 1904[4][2]
- Luitenant ter Zee 3e klasse (海軍少尉 Kaigun Shōi), Japanse Keizerlijke Marine: 31 augustus 1905[4]
- Luitenant ter Zee 2e klasse (海軍中尉 Kaigun Chūi), Japanse Keizerlijke Marine: 29 september 1907[4]
- Luitenant ter Zee 2e klasse (oudste categorie) (海軍大尉 Kaigun Daii), Japanse Keizerlijke Marine: 11 oktober 1909[5]
- Luitenant ter zee 1e klasse (海軍少佐 Kaigun Shōsa), Japanse Keizerlijke Marine: 13 december 1915[4]
- Kapitein-luitenant ter zee (海軍中佐 Kaigun Chūsa), Japanse Keizerlijke Marine: 1 december 1919[4]
- Kapitein-ter-zee (海軍大佐 Kaigun Daisa), Japanse Keizerlijke Marine: 1 december 1923[4][2]
- Schout-bij-nacht (海軍少将 Kaigun Shōshō), Japanse Keizerlijke Marine: 30 november 1929[4][2]
- Vice-Admiraal (海軍中将 Kaigun Chūjō), Japanse Keizerlijke Marine: 15 november 1934[4][2]
- Luitenant-admiraal (海軍大将 Kaigun Taishō), Japanse Keizerlijke Marine: 15 november 1940[4][2]
- Admiraal (元帥、海軍大将 Gensui-kaigun-taishō) , Japanse Keizerlijke Marine: 18 april 1943 (Postuum)[4][2]

## Decoraties
- Borstster in de Chrysanthemumorde (Postuum) op 18 april 1943[6]
- Grootlint van de Orde van de Rijzende Zon met Pauwlonia bloesems[6]
- Grootlint in de Orde van de Heilige Schatten[6]
- Orde van de Gouden Wouw, 1e Klasse[6] op 23 maart 1939[7]
- Orde van de Gouden Wouw, 2e Klasse[6] op 14 mei 1931[7]
- Ridderkruis met Eikenloof en Zwaarden op 27 mei 1943 (bijzonderheid: Ridderkruis met Eikenloof en Zwaarden, Eikenloof en Zwaarden zonder nummer.) (Postuum)[8][6][9]
- Orde van Verdienste van de Duitse Adelaar op 9 februari 1940